# ОГФ Орхус
ОГФ Орхус (на датски: Århus Gymnastik Forening) е сред най-старите спортни клубове в Дания, базиран в град Орхус.
Най-известен е с футболния си отбор, който е неколкократен шампион на страната. Участвал е на четвъртфинали на Купата на европейските шампиони (1961) и Купата на носителите на купи (1989).

## Успехи
1 дивизия:
- Шампион на Дания (5): 1954 – 1955, 1955 – 1956, 1956 – 1957, 1960, 1986
- Вицешампион (8): 1920 – 1921, 1922 – 1923, 1924 – 1925, 1944 – 1945, 1964, 1982, 1984, 1995 – 1996
- 3-то място (12): 1933, 1949, 1950, 1951, 1962, 1978, 1983, 1985, 1987, 1991, 1997, 2022/23

Купа на Дания:
- Носител (9): 1955, 1957, 1960, 1961, 1965, 1987, 1988, 1992, 1996
- Финалист (4): 1958 – 59, 1989 – 90, 2015 – 2016, 2023 - 2024